# Dipturus argentinensis
Dipturus argentinensis és una espècie de peix de la família dels raids i de l'ordre dels raïformes.

## Morfologia
- Els mascles poden assolir 93,5 cm de longitud total.[4]

## Hàbitat
És un peix marí, de clima temperat (6 °C-9 °C) i bentopelàgic que viu entre 87-142 m de fondària.

## Distribució geogràfica
Es troba a l'oceà Atlàntic sud-occidental: la Patagònia (l'Argentina).

## Observacions
És inofensiu per als humans.